# Bardesanes
Bardesanes, Bardesan, syr. Bar-Daisan (154–222), gnostyk syryjski, filozof i poeta. Urodzony w Edessie w Osroene.
Początkowo zwolennik gnostyckiej doktryny Walentyna, która wpłynęła na jego skrajnie dualistyczny pogląd na świat. Później, według Euzebiusza z Cezarei (Historia ecclesiastica 4,30) odciął się od jego nauk i uznał Boga za stworzyciela świata i człowieka, którego obdarzył wolną wolą. Odrzucał jednak pogląd dotyczący zmartwychwstania ciał, a także nie uznawał Chrystusa za w pełni człowieka.
Efrem Syryjczyk ułożył pieśni, nazwane Carmina Nisibena, wśród których kantyki nr 43-51 bronią wiary w zmartwychwstanie przeciw Bardesanowi, a także Manesowi i Marcjonowi.
W doktrynie religijnej Bardesana silnie odczuwalny jest wpływ bliskowschodniej astrologii (uznanie ciał niebieskich za żywe istoty oddziałujące czynnie na człowieka).
Był autorem dużej liczby hymnów w języku syryjskim, w których zawarł swą doktrynę, między innymi:
- Dialog o przeznaczeniu
- Księga Praw krain
- Hymn o perle (prawdopodobnie)

Ostatni hymn jest częścią apokryficznych Dziejów św. Tomasza, których autor był pod silnym wpływem Bardesanesa.